# Pimpinella renifolia
Pimpinella renifolia är en flockblommig växtart som beskrevs av H.Wolff. Pimpinella renifolia ingår i släktet bockrötter, och familjen flockblommiga växter. Inga underarter finns listade i Catalogue of Life.